# 芒街市
芒街市（越南语：／）是越南东北部的一个新兴城市，隶属于广宁省，北靠中国广西东兴市，东临北部湾。芒街被认为是越南最富裕的城市之一，在部分地区家庭年平均收入超过2万美元。

## 地理
芒街市面积520平方千米，位于广宁省东北部，东临北部湾，北与中国广西壮族自治区的东兴市接壤。
| 芒街 （1981－2010）                                 | 芒街 （1981－2010） | 芒街 （1981－2010） | 芒街 （1981－2010） | 芒街 （1981－2010） | 芒街 （1981－2010） | 芒街 （1981－2010） | 芒街 （1981－2010） | 芒街 （1981－2010） | 芒街 （1981－2010） | 芒街 （1981－2010） | 芒街 （1981－2010） | 芒街 （1981－2010） | 芒街 （1981－2010） |
| 月份                                                | 1月                 | 2月                 | 3月                 | 4月                 | 5月                 | 6月                 | 7月                 | 8月                 | 9月                 | 10月                | 11月                | 12月                | 全年                |
| --------------------------------------------------- | ------------------- | ------------------- | ------------------- | ------------------- | ------------------- | ------------------- | ------------------- | ------------------- | ------------------- | ------------------- | ------------------- | ------------------- | ------------------- |
| 历史最高温 °C（°F）                                 | 31.1 (88.0)         | 30.0 (86.0)         | 35.0 (95.0)         | 33.9 (93.0)         | 37.8 (100.0)        | 37.2 (99.0)         | 38.9 (102.0)        | 37.8 (100.0)        | 38.9 (102.0)        | 36.7 (98.1)         | 33.3 (91.9)         | 31.7 (89.1)         | 38.9 (102.0)        |
| 平均高温 °C（°F）                                   | 19.4 (66.9)         | 19.4 (66.9)         | 21.7 (71.1)         | 25.6 (78.1)         | 30.0 (86.0)         | 31.7 (89.1)         | 31.7 (89.1)         | 31.7 (89.1)         | 31.7 (89.1)         | 29.4 (84.9)         | 25.6 (78.1)         | 21.7 (71.1)         | 26.6 (79.9)         |
| 日均气温 °C（°F）                                   | 15.8 (60.4)         | 16.4 (61.5)         | 18.9 (66.0)         | 22.8 (73.0)         | 26.7 (80.1)         | 28.3 (82.9)         | 28.3 (82.9)         | 28.3 (82.9)         | 27.8 (82.0)         | 25.0 (77.0)         | 21.1 (70.0)         | 17.5 (63.5)         | 23.1 (73.6)         |
| 平均低温 °C（°F）                                   | 12.2 (54.0)         | 13.3 (55.9)         | 16.1 (61.0)         | 20.0 (68.0)         | 23.3 (73.9)         | 25.0 (77.0)         | 25.0 (77.0)         | 25.0 (77.0)         | 23.9 (75.0)         | 20.6 (69.1)         | 16.7 (62.1)         | 13.3 (55.9)         | 19.5 (67.1)         |
| 历史最低温 °C（°F）                                 | 1.1 (34.0)          | 5.0 (41.0)          | 6.7 (44.1)          | 9.4 (48.9)          | 14.4 (57.9)         | 18.9 (66.0)         | 20.0 (68.0)         | 20.6 (69.1)         | 16.1 (61.0)         | 10.6 (51.1)         | 2.8 (37.0)          | 3.3 (37.9)          | 1.1 (34.0)          |
| 平均降水量 mm（）                                   | 38.1 (1.50)         | 58.4 (2.30)         | 76.2 (3.00)         | 96.5 (3.80)         | 304.8 (12.00)       | 475.0 (18.70)       | 599.5 (23.60)       | 571.5 (22.50)       | 332.8 (13.10)       | 182.9 (7.20)        | 81.3 (3.20)         | 40.6 (1.60)         | 2,857.6 (112.50)    |
| 来源：Sistema de Clasificación Bioclimática Mundial |                     |                     |                     |                     |                     |                     |                     |                     |                     |                     |                     |                     |                     |

## 历史
芒街原是中越边境越南一侧因边民互市而形成的边境小镇，与中国一侧的东兴街隔河相对。早在清乾隆年间就有记载。
越南阮朝时期，芒街隶属于广安省海宁府万宁州万宁总、八庄总和河门总的部分庯社。
法属时期，芒街因地理位置相当重要，法国殖民政府在此屯兵驻守，并设立芒街州，成为海宁省省莅。这里原有很多法式建筑，最具代表性的是市中心的教堂和河堤边的“五划楼”——法国驻军“五划官”的官邸。
1945年，越盟在北越夺权后，越南国民党曾在海宁省中越边境一带组建自己的军队和政权。但不久选择加入越盟。
1947年，法国在芒街扶持成立了农族自治区，以抵抗越盟在当地的势力。
1948年3月25日，北越政府改州为县，芒街州改为芒街县。
1954年，法越议和，芒街成为越南民主共和国海宁省的省莅。
1958年7月28日，芒街县春烂南社更名为春烂社，春烂农社更名为春海社，春烂内社更名为春华社，永殖南社更名为永殖社，永殖农社更名为永庄社，橘东南社更名为橘东社，橘东农社更名为民进社。
1963年10月30日，海宁省和鸿广区合并为广宁省，省莅设在鸿基市社，海宁省省莅芒街市社并入芒街县。
1978年越南排华前，芒街的居民一半以上是华裔。芒街原有12家瓷器厂和1家陶器厂，是越南陶瓷工业要地，故被誉为越南的“瓷都”。 
1978年，中越边界战争前夕，华人逃离，越人撤入越南内地。战后，除一座60年代中国援建的石拱桥外，芒街不再存有以前的建筑物。但芒街的荒芜主要是因人为的破坏，因边境战争后，越人拆屋取砖去远郊盖房。
1979年1月16日，普贤社、炭喷社、六甫社和长荣社合并为海山农场市镇，春烂社、春宁社和万春社合并为海春社，民进社更名为海进社，橘东社更名为海东社，端静社更名为海安社，芒街市镇更名为海宁市镇。
1979年1月18日，芒街县更名为海宁县。
1981年9月10日，广河县广义社划归海宁县管辖。
1990年，中越关系缓和后，两国的当地居民开始有了新的往来，部分以前的居民逐步回来谋生，越南各地也来了大批有意做边境生意的新移民。
1994年10月，越政府批准芒街成立“口岸经济区”（自由贸易区）。
1996年10月28日，陈岛划归姑苏县管辖。
1998年7月20日，海宁县改制为芒街市社；芒街市镇分设为卡隆坊、陈富坊、和乐坊，宁阳社改制为宁阳坊，茶古社改制为茶古坊，海山农场市镇改制为海山社。
2003年10月1日，海山社析置北山社。
2007年4月6日，海和社改制为海和坊，海安社改制为海安坊。
2007年6月8日，芒街市社被评定为三级城市。
2008年9月24日，芒街市社为芒街市。
2010年2月5日，平玉社改制为平玉坊。
2018年9月19日，芒街市被评定为二级城市。
2024年9月28日，越南国会常务委员会通过决议，自2024年11月1日起，和乐坊并入陈富坊。

## 行政区划
芒街市下辖7坊9社，市人民委员会位于陈富坊。
- 平玉坊（Phường Bình Ngọc）
- 海和坊（Phường Hải Hòa）
- 海安坊（Phường Hải Yên）
- 卡隆坊（Phường Ka Long）
- 宁阳坊（Phường Ninh Dương）
- 茶古坊（Phường Trà Cổ）
- 陈富坊（Phường Trần Phú）
- 北山社（Xã Bắc Sơn）
- 海东社（Xã Hải Đông）
- 海山社（Xã Hải Sơn）
- 海进社（Xã Hải Tiến）
- 海春社（Xã Hải Xuân）
- 广义社（Xã Quảng Nghĩa）
- 万宁社（Xã Vạn Ninh）
- 永殖社（Xã Vĩnh Thực）
- 永中社（Xã Vĩnh Trung）

## 人口
芒街市人口接近11万，主要民族是京族。

## 经济
芒街市是越南新兴的经济特区，拥有越南北方最大的边贸市场。